# Île Wickham
Wickham (en espagnol : Isla Wickham) est une île du Chili. 

## Géographie
Elle se situe dans l’extrême sud du Chili, séparée de l’île Dawson au nord par le paso Mesken et au sud par le seno Brenton. À l’est, le canal Whiteside la sépare de la grande île de la Terre de Feu.